# Берешть (комуна)
Берешть, Берешті (рум. Bărăști) — комуна у повіті Олт в Румунії. До складу комуни входять такі села (дані про населення за 2002 рік):
- Берештій-де-Веде (440 осіб) — адміністративний центр комуни
- Берештій-де-Чептурі (335 осіб)
- Бороєшть (98 осіб)
- Лезерешть (170 осіб)
- Мерень (203 особи)
- Моцоєшть (134 особи)
- Попешть (499 осіб)
- Чокенешть (295 осіб)

Комуна розташована на відстані 118 км на захід від Бухареста, 39 км на північний схід від Слатіни, 79 км на північний схід від Крайови, 128 км на південний захід від Брашова.

## Населення
За даними перепису населення 2002 року у комуні проживали 2174 особи. Усі жителі комуни рідною мовою назвали румунську.
Національний склад населення комуни:
| Національність | Кількість осіб | Відсоток |
| -------------- | -------------- | -------- |
| румуни         | 2173           | > 99,9%  |
| німці          | 1              | < 0,1%   |

Склад населення комуни за віросповіданням:
| Релігія                                       | Кількість осіб | Відсоток |
| --------------------------------------------- | -------------- | -------- |
| православні                                   | 2171           | 99,9%    |
| баптисти                                      | 2              | 0,1%     |
| лютерани (Синодально-пресвітеріанська церква) | 1              | < 0,1%   |